# 新費爾菲爾德 (印地安納州)
新費爾菲爾德（英語：New Fairfield）是位於美國印地安納州富蘭克林縣的一個非建制地區。該地的面積和人口皆未知。